# Pedagogförlaget
Pedagogförlaget är ett svenskt bokförlag som grundades 1972 och drivs som ett familjeföretag. Företaget grundades av paret Gunnel och Kjell Swärd och drivs idag av sonen Daniel Swärd. Större delen av utgivningen skrivs och sammanställs av familjen själva. Dottern Anne Swärd var tidigare aktiv som illustratör till förlagets böcker men är idag främst aktiv som skönlitterär författare.
Förlaget var inledningsvis inriktat på utgivning av läromedel inom bokföring. Det var under denna period som förlaget tog sitt namn. Specifikt för utgivningen var att de hämtade exempel från verkliga företag, exempelvis med boken Verifikationsbokföring för gymnasieskolan och förlaget hade under en period majoriteten av de svenska gymnasierna som kunder. En betydande del av utgivningen vände sig också till yrkesverksamma, inte minst sedan ändrade copyright-lagar och ökad kopiering inom gymnasieskolan ledde till att marknaden försämrades. Pedagogförlaget var marknadsledande inom utgivning av bokföringsmaterial då datoranvändningen i bokföringen ökade och förlaget ändrade inriktning.
I nästa skede inriktades utgivningen främst på böcker om svensk konst. Bland utgivningen under den här perioden märks bland annat den så kallade Swärdska konstbörsen , Konst på kvalitetsauktioner och 63 konstnärer  . Man skrev även böcker om konstnärer som var med i KRO.
I samband med den ökande användningen av internet försvann marknaden för Konstbörsen. Förlaget ändrade sin inriktning till motivationsböcker och presentböcker. Utgivningen av motivationsböcker och presentböcker har varit mycket framgångsrik, och förlaget har sålt sammanlagt 10 miljoner exemplar av titlar som Stora Motivationsboken, Klokboken, Visdomsboken och Tänkvärt.